# Immenstaad
Immenstaad és una petita ciutat d'Alemanya que pertany a l'estat de Baden-Württemberg.
En molts textos l'anomenen Immenstaad am Bodensee per evitar la confusió amb la ciutat bavaresa de Immenstadt (Immenstadt am Allgäu) que es troba uns 90 km cap a l'est.
Immenstaad està situada al sud d'Alemanya, a la riba nord del llac Constança, a prop de les fronteres amb Suïssa i Àustria.